# Titowka (Fluss)
Die Titowka (russisch Титовка; finnisch Vaalesjoki) ist der nördlichste Fluss des europäischen Teils von Russland. Sie ist 83 km lang. 
Ihr Einzugsgebiet von 1320 km² liegt im Norden der Halbinsel Kola in der Oblast Murmansk. Die Titowka hat ihren Ursprung im See Koschkajawr etwa 20 km südöstlich der Stadt Nikel. Sie fließt in nordöstlicher Richtung und mündet bei Nowaja Titowska in die Motowski-Bucht der Barentssee. Der größte Nebenfluss der Titowka, der Walasjoki (Валас-йоки), entwässert den See Kaskeljawr.
Entlang dem Flusslauf verläuft ein großer Teil der Grenze zwischen den Rajons Petschenga und Kola. Zwischen 1920 und 1944 bildete die Titowka die Staatsgrenze zwischen der Sowjetunion und Finnland, das damals mit dem Hafen Petsamo (russ. Petschenga) Zugang zur Barentssee hatte.